# Nuoto ai Giochi della XXXIII Olimpiade - 400 metri misti maschili
La gara di nuoto dei 400 metri misti maschili dei Giochi della XXXIII Olimpiade di Parigi è stata disputata il 28 luglio 2024 presso la Paris La Défense Arena.

## Record
Prima della competizione il record del mondo e il record olimpico erano i seguenti:
|  | 4'02"50 | Léon Marchand Francia      | 23 luglio 2023 Fukuoka, Giappone |
|  | 4'03"84 | Michael Phelps Stati Uniti | 10 agosto 2008 Pechino, Cina     |

## Programma
| Data           | Ora (UTC+1) | Turno    |
| -------------- | ----------- | -------- |
| 28 luglio 2024 | 11:15       | Batterie |
| 27 luglio 2024 | 20:30       | Finale   |

## Risultati

### Batterie
| Pos. | Batteria | Corsia | Atleta                  | Nazionalità   | Tempo   | Note |
| ---- | -------- | ------ | ----------------------- | ------------- | ------- | ---- |
| 1    | 2        | 4      | Léon Marchand           | Francia       | 4'08"30 | Q    |
| 2    | 2        | 3      | Max Litchfield          | Gran Bretagna | 4'09"51 | Q    |
| 3    | 2        | 5      | Daiya Seto              | Giappone      | 4'10"92 | Q    |
| 4    | 1        | 4      | Carson Foster           | Stati Uniti   | 4'11"07 | Q    |
| 5    | 1        | 6      | Tomoyuki Matsushita     | Giappone      | 4'11"18 | Q    |
| 6    | 1        | 3      | Alberto Razzetti        | Italia        | 4'11"52 | Q    |
| 6    | 2        | 6      | Lewis Clareburt         | Nuova Zelanda | 4'11"52 | Q    |
| 6    | 2        | 8      | Cedric Buessing         | Germania      | 4'11"52 | Q,   |
| 9    | 2        | 7      | Balazs Hollo            | Ungheria      | 4'12"20 |      |
| 10   | 1        | 8      | Zhanshuo Zhang          | Cina          | 4'12"71 |      |
| 11   | 1        | 5      | Chase Kalisz            | Stati Uniti   | 4'13"36 |      |
| 12   | 1        | 1      | William Campbell Petric | Australia     | 4'13"58 |      |
| 13   | 2        | 2      | Brendon Smith           | Australia     | 4'14"36 |      |
| 14   | 1        | 7      | Gabor Zombori           | Ungheria      | 4'14"88 |      |
| 15   | 1        | 2      | Apostolos Papastamos    | Grecia        | 4'15"32 |      |
| 16   | 2        | 1      | Tristan Jankovics       | Canada        | 4'18"23 |      |

### Finale
| Pos.    | Corsia | Atleta              | Nazionalità   | Tempo   | Note |
| ------- | ------ | ------------------- | ------------- | ------- | ---- |
| Oro     | 4      | Léon Marchand       | Francia       | 4'02"95 |      |
| Argento | 2      | Tomoyuki Matsushita | Giappone      | 4'08"62 |      |
| Bronzo  | 6      | Carson Foster       | Stati Uniti   | 4'08"66 |      |
| 4       | 5      | Max Litchfield      | Gran Bretagna | 4'08"85 |      |
| 5       | 7      | Alberto Razzetti    | Italia        | 4'09"38 |      |
| 6       | 1      | Lewis Clareburt     | Nuova Zelanda | 4'10"44 |      |
| 7       | 3      | Daiya Seto          | Giappone      | 4'11"78 |      |
| 8       | 8      | Cedric Buessing     | Germania      | 4'17"16 |      |